# The Prince of Avenue A
The Prince of Avenue A er en amerikansk stumfilm fra 1920 af John Ford.

## Medvirkende
- James J. Corbett som Barry O'Connor
- Richard Cummings som Patrick O'Connor
- Cora Drew som Mary O'Connor
- Frederick Vroom som William Tompkins
- Mary Warren som Mary Tompkins
- George Fisher som Regie Vanderlip
- Harry Northrup som Edgar Jones
- Mark Fenton som O'Toole
- John Cook
- Lydia Yeamans Titus